# Енжвил
Енжвил (фр. Aingeville) насеље је и општина у североисточној Француској у региону Лорена, у департману Вогези која припада префектури Нефшато.
По подацима из 2011. године у општини је живело 75 становника, а густина насељености је износила 13,0 становника/km². Општина се простире на површини од 5,77 km². Налази се на средњој надморској висини од 330 метара (максималној 349 m, а минималној 318 m).

## Демографија
| 1962. | 1968. | 1975. | 1982. | 1990. | 1999. | 2011. |
| ----- | ----- | ----- | ----- | ----- | ----- | ----- |
| 99    | 83    | 80    | 73    | 67    | 68    | 75    |

График промене броја становника у току последњих година